# Усвея (озеро)
Усве́я — озеро в Ушачском районе Витебской области Белоруссии. Располагается к северо-востоку от Ушачской группы озёр, однако не входит в их число, а относится непосредственно к бассейну Западной Двины. Отличается небольшой глубиной при достаточно значительной площади зеркала и подвержен деградации из-за негативного антропогенного воздействия.
Название озера  Усвея связывают с фин. usva - туман, мгла.

## География
Озеро Усвея находится в 28 км к северо-востоку от городского посёлка Ушачи. По берегам расположены деревни Усвея, Двор-Усвея, Ляхово, Ратьково, Заговалино. Высота водного зеркала над уровнем моря составляет 117,7 м.
Площадь поверхности водоёма составляет 2,39 км², длина — 3,38 км, наибольшая ширина — 0,96 км. Длина береговой линии — 8,16 км. Наибольшая глубина — 1,9 м, средняя — 1 м. Объём воды в озере — 2,36 млн м³. Площадь водосбора — 32,3 км².

## Морфология
Котловина остаточного типа, вытянутая с юго-запада на северо-восток. Склоны котловины в верхней части пологие, однако на высоте 4—6 м от водного зеркала резко переходят в обрыв. Склоны распаханы, их высота изменяется от 11 до 18 м. Берега низкие, заболоченные, на востоке местами песчаные, на западе торфянистые. Озеро окружает заторфованная пойма шириной до 20 м, заросшая кустарником.
Мелководье обширное, преимущественно торфянистое. Вдоль восточного и частично вдоль западного берегов проходит узкая песчаная полоса. Глубже дно плоское с уклоном в южную сторону, покрытое в основном кремнезёмистым сапропелем.

## Водный режим
Западнее и южнее водоёма располагаются небольшие озёра, входящие в Ушачскую группу. Однако если Ушачские озёра относятся к бассейну Туровлянки — притока Западной Двины, то озеро Усвея сообщается непосредственно с Западной Двиной через систему мелиорационных каналов.
В озеро впадает несколько ручьёв, в том числе из озёр Линко, Окунь и Ашитик.
Благодаря небольшой глубине водная толща в летнее время хорошо прогревается. Минерализация воды достигает 240 мг/л. Прозрачность низка и составляет всего 0,2 м. Водоём является эвтрофным, а в настоящее время и вовсе подвержен дистрофикации из-за антропогенного влияния.

## Флора и фауна
Зарастает около 20 % площади водоёма. Надводная растительность образует полосу шириной от 5 до 320 м и спускается до глубины 0,9 м.
Несмотря на дистрофикацию, в озере обитают карась, линь, окунь, щука, уклейка, лещ, плотва и другие виды рыб.